# Megaraneus gabonensis
Megaraneus gabonensis (Lucas, 1858) è un ragno appartenente alla famiglia Araneidae.
È l'unica specie nota del genere Megaraneus.

## Etimologia
Il nome deriva dal greco μέγας, mègas, cioè grande, grosso, e ἀρὰχνη, aràchne, cioè ragno, per le sue dimensioni.

## Distribuzione
La specie è stata rinvenuta in varie località dell'Africa.

## Tassonomia
Per la determinazione delle caratteristiche di questo genere monospecifico sono stati esaminati gli esemplari di Megaraneus campbelli Lawrence, 1968.
Dal 1984 non sono stati esaminati altri esemplari, né sono state descritte sottospecie al 2014.